# František Trávníček
František Trávníček (17. srpna 1888 Spešov – 6. června 1961 Brno) byl český a československý slavista, bohemista, profesor českého jazyka na Masarykově univerzitě v Brně (specializace na historický vývoj češtiny a současný jazyk), akademik ČSAV. Po únoru 1948 byl též politik Komunistické strany Československa, poslanec Národního shromáždění ČSR a Národního shromáždění ČSSR; prosazoval marxistické výklady slov ve slovnících.

## Biografie

### Do roku 1945
Narodil se v rodině půlláníka v Spešově Františka Trávníčka st. a matky Anny, rozené Fikesové (1869–1895). Jako sedmiletý ztratil matku, která zemřela po porodu a úmrtí dcery. Po smrti matky ho vychovávali prarodiče ve Svinošicích.
V letech 1907–1911 studoval na Filozofické fakultě Univerzity Karlovy slavistiku a srovnávací indoevropskou jazykovědu. Navštěvoval přednášky Františka Pastrnka, Emila Smetánky, Jiřího Polívky, Jana Máchala a Josefa Zubatého. Po studiích vyučoval v Praze na střední škole (1913–1921). V letech 1911–1915 byl sekretářem lexikografické a dialektologické komise ČAVU v Praze, v roce 1911 získal na FF UK doktorát filozofie (disertační práce Vid českého slovesa a jeho uživání). V roce 1915 byl vyslán na ruskou frontu. Přešel do ruského zajetí a stal se štábním kapitánem československých legií v Rusku a redaktorem tamních Československých listů. Významně ho ovlivnilo setkání s ruským slavistou, jazykovědcem a odborníkem na historickou dialektologii A. A. Šachmatovovem (1864–1920).
Dne 11. května 1913 se v Praze oženil s Františkou Novákovou (1889–1968). S ní měl dvě dcery. Milenu Josefu Marii, provdanou Pavlincovou (* 1915) a Zoru, provdanou Kroupovou (* 1922).
V roce 1920 se na Univerzitě Karlově v Praze habilitoval prací Studie o vidu slovesném. V letech 1921–1959 působil na Masarykově univerzitě v Brně, zpočátku jako mimořádný, od roku 1927 řádný profesor mluvnice československého jazyka se zvláštním zřetelem k dialektologii. Na FF MU zastával funkci děkana (1932–1933).

### Po roce 1945
V roce 1945 vstoupil do KSČ. Ve volbách do Národního shromáždění roku 1948 byl zvolen do Národního shromáždění za KSČ ve volebním kraji Brno. V letech 1948–1960 byl členem Kulturního výboru Národního shromáždění, V letech 1949–1956 byl členem ústředního výboru SČSS.  Mandát v Národním shromáždění získal i ve volbách v roce 1954 (volební obvod Brno-město V) a v Národním shromáždění zasedal až do konce jeho funkčního období, tedy do voleb v roce 1960. K roku 1954 se profesně uvádí jako rektor brněnské univerzity a nositel Řádu republiky.
Po roce 1948 revidoval své dřívější názory (zastával např. tezi o jediném československém jazyku a jeho dvojím spisovném znění). Zaujímal ostře kritická stanoviska vůči strukturalismu v české jazykovědě, ačkoli byl před 2. světovou válkou a během ní jeho stoupencem. I když byl od června 1935 aktivním členem Pražského lingvistického kroužku, v 50. letech kritizoval strukturalismus z marxistických pozic.
Vybudoval brněnskou pobočku Ústavu pro jazyk český ČSAV a byl jejím prvním ředitelem (1956–1961). Byl dva roky děkanem Pedagogické fakulty MU (1946–1948), v letech 1948–1959 stál v čele brněnské univerzity jako její rektor.
"Měl nezkrotný temperament, což se projevovalo i při přednáškách, když klidné až nudné výklady byly střídány nečekanými výbuchy hněvu proti tomu, kdo si dovolil nesouhlasit s jeho stanoviskem. Přesto studenti, které u zkoušek doslova "dusil", chtěli skládat státnice právě u něj. Přes výbušnou vznětlivost a někdy i křik málokdo u něj propadl, protože měl vlastně dobré srdce." Dle svědectví jeho žáků se stal předobrazem pro literární postavu poručíka Duba v románu Jaroslava Haška Osudy dobrého vojáka Švejka za světové války.
Jeho zásluhy ve vědních oborech mluvnice českého jazyka a dialektologie byly oceněny členstvím v České akademii věd a umění (řádným členem od 26. května 1948, mimořádným zvolen 26. 11. 1924), dopisujícím členem Královské české společnosti nauk se stal 7. ledna 1925. Po založení Československé akademie věd patřil od 12. listopadu 1952 k jejím řádným členům.
Zemřel v Brně, je pochován na místním Ústředním hřbitově.

### Politické postoje po roce 1945
V roce 1946 podepsal prokomunistické „Májové poselství kulturních pracovníků českému lidu!“ publikované před parlamentními volbami do Národního shromáždění. Tento předvolební manifest podepsalo celkem 843 kulturních pracovníků a komunisté volby vyhráli. Je víc než pravděpodobné, že v roce 1948 podepsal výzvu prokomunistické inteligence Kupředu, zpátky ni krok!, jež byla vydána dne 25. února 1948 na podporu komunistického převratu –  protože následně se v Brně stal  předsedou akčního výboru moravskoslezských spisovatelů. Ten, pod Trávníčkovým vedením, rozpustil v březnu 1948 dosavadní Moravské kolo spisovatelů i „Sdružení moravských spisovatelů“ (tj. rozpustil sám sebe). Místo stávajících uskupení pak jím byla založena „Skupina moravskoslezských spisovatelů“, která začala ihned provádět čistky.
Po únorovém komunistickém puči byl 11 let rektorem brněnské univerzity, která byla přejmenována na Univerzitu Jana Evangelisty Purkyně, zkráceně UJEP. Rektorem se mohl stát jen proto, že kromě své odborné erudice byl zaníceným členem KSČ. Jeho tehdejší životopisec o něm napsal: ...nejen reprezentoval univerzitu, ale udával i její politickou linii... soustavně a neúnavně dokazoval nutnost osvojit si nový vědecký světový názor... Součástí zmíněné „politické linie“ byla činnost tzv. „akčních výborů“, které se staly symbolem perzekuce pedagogických a vědeckých osobností, jež zastávaly odlišné politické stanovisko. Za vynikající zásluhy na „dovršení vítězství komunistů v únoru 1948“ byl také odměněn Řádem 25. února I. stupně. O jeho zvrácených politických postojích i za Rakouska-Uherska hovoří svědectví učitelů z Masarykovy univerzity.
Naopak v 50. letech dokázal pomáhat ke znovuvydávání děl spisovatelů, kterým to bylo znemožněno. V roce 1955 se odvážně zastal v Hostu do domu Jana Trefulky, který se vyslovil proti tehdejší schematické poezii Pavla Kohouta.
Lexikon české literatury shrnul jeho význam takto:
| „                                               | Trávníčkovy ideologicky podmíněné názory, zvláště z posledních let života, neznehodnotily jeho filologické dílo, založené na důkladné analýze bohatého materiálu, jež zůstává trvalým zdrojem poučení o češtině a jejím vývoji. | “ |
| — Lexikon české literatury: František Trávníček | |   |

## Dílo
Zabýval se vývojem českého jazyka (Historická mluvnice československá, 1935), moravskou dialektologií (Moravská nářečí, 1926) i současnou češtinou (Mluvnice spisovné češtiny, 1948–1949, 2 svazky). Výrazně přispěl ke konečné podobě Slovníku jazyka českého (1937), který byl původně sestaven Pavlem Vášou.
Výkladem slov se zabýval v mnohaleté úspěšné rubrice nazvané Jazykové zákampí, která začala vycházet za 2. světové války v deníku Lidové noviny (stejnojmenný výbor vyšel v roce 1961). Jazykové zákampí působilo v období německé okupace povzbudivě a František Trávníček získal všeobecnou pověst znalce češtiny a autority v otázkách rozhodování o jazykové správnosti.

## Publikace
- Studie o českém vidu slovesném, 1923.
- Moravská nářečí, 1926.
- Jazyk a národ, 1930.
- Neslovesné věty v češtině. Díl I, Věty interjekční, 1930.
- Neslovesné věty v češtině. Díl 2., Věty nominální, 1931.
- Historická mluvnice československá, 1935.
- Spisovná česká výslovnost. 2. vydání, 1940.
- Stručná mluvnice česká. 1. vyd. 1941, další 1943, 1945.
- Mluvnice spisovné češtiny. Část I., Hláskosloví, tvoření slov, tvarosloví. 1. vyd. 1948, další 1949, 1951.
  - V roce 1948 poctěno Státní cenou.
- Mluvnice spisovné češtiny. Část 2, Skladba. 1. vyd. 1949, další 1951.
- Český jazykozpytný strukturalismus ve světle Stalinova učení o jazyce, 1951.
- O jazyce naší nové prózy, 1954.
- Historická mluvnice česká 3. Skladba. 1. vyd. 1956, další 1962.

Spolu s dalšími jazykovědci:
- Spolu s Pavlem Vášou zpracoval Slovník jazyka českého (1. vyd. 1937, další 1941 a 1952).
- Spolu s Bohuslavem Havránkem vedl kolektiv autorů Pravidel českého pravopisu (1957).

## Pocty
- Státní cena (1948)[4]
- Řád republiky (1953)[4]
- Řád 25. února I. stupně[29]
- V Praze 13 je po něm pojmenována ulice – Trávníčkova.[30]
- Dne 6. dubna 1967 byla jeho jménem nazvána jedna z ulic brněnské městské části Zábrdovice.[31]